# استین گیل
استین گیل (انگلیسی: Austin Gill; ۳ سپتامبر ۱۹۰۶ – ۲۱ مارس ۱۹۹۰) زبان‌شناس، و بازیکن فوتبال اهل بریتانیا بود.